# 경상남도진주의료원
경상남도진주의료원(慶尙南道晉州醫療院, Jinju Medical Center)은 서부 경상남도민과 진주시민에게 건강한 노후 생활과 질 높은 의료서비스를 제공하기 위하여 설립된 경상남도청 산하 지방의료원이었다. 경상남도 진주시 월아산로 2026에 위치하고 있다. 2013년 홍준표 경상남도지사가 폐업을 추진하여 폐업 신고를 하고 폐업 조례가 통과되면서 병원이 폐쇄되었고, 이후 경상남도청 서부청사로 리모델링되었다.

## 설립목적
- 지역주민의 건강증진
- 지역보건의료의 발전

## 설립 근거
- 지방의료원의 설립 및 운영에 관한 법률[1]
- 경상남도의료원 설립 및 운영 조례[2]

## 연혁
- 1910년 9월 19일 : 진주자혜의원 설치.
- 1925년 4월 : 경상남도립진주의료원으로 변경.
- 1983년 7월 1일 : 지방공사 경상남도진주의료원으로 변경.
- 2006년 9월 20일 : 경상남도진주의료원으로 변경.
- 2008년 2월 2일 : 초전동으로 이전.
- 2013년 5월 29일 : 진주의료원 폐업.

## 조직

### 감사

##### 관리과
- 총무팀
  - 총무담당
  - 경리담당
- 원무팀
  - 원무담당
  - 심사청구담당

#### 기획관리실
- 경영개선팀
- 기획팀

#### 진료부
- 간호팀
- 약제팀
- 교육사업팀
  - 공공의료사업
  - 질향상(QI)
  - 감염관리
- 종합건강증진센터

## 소속기관
- 노인요양병원

## 사건·사고 및 논란

### 진주의료원 폐업 논란
경상남도 홍준표도지사는 진주의료원의 상황이 안좋아졌다며 진주의료원을 폐업하려고 했다. 의료원 직원들의 농성 결과 4월 24일 일단 한달을 유예하기로 했다. 경상남도는 한달이 지난 뒤 폐업을 강행하고 있다.
5월 29일 경상남도는 폐업 신고를 하였고, 새누리당 소속 도의원들은 6월 11일 해산 조례를 다른 의원의 반발속에 강행 처리했다. 보건복지부는 진주의료원 폐업 조례에 재의를 요구하였다. 한편 국회는 진주의료원 폐업문제에 대해 국정조사를 열기로 했다. 그러나 홍준표 도지사는 재의요구와 국정조사 요구를 거부했다. 일부 환자들과 진주의료원 조합원들이 남아서 농성을 이어가기도 했지만 2014년 현재 병원의 의료기기들이 매각되거나 다른 의료기관으로 옮겨져 병원은 텅 비어 있다. 그러나 진주의료원 재개원을 위한 운동이 보건의료노조를 비롯한 시민사회와 야당을 중심으로 계속 진행되고 있다. 2014년 7월 3일 강제 폐업된 진주의료원 재개원을 위해 추진한 주민투표를 막으려고 경남도가 주민투표 청구인 대표자 증명서를 교부하지 않은 것은 주민 권리를 침해했다는 법원 판결에 대한 항소심에서 경남도가 패소했다.
폐업 후 의료원 건물은 경상남도청 서부청사로 리모델링되어 2015년 12월 17일 개청했다.